# Јозеф Клаћик
Јозеф Клаћик (слч. Jozef Klátik; Стара Пазова, 15. фебруар 1949) српски је академски сликар, вајар, графичар и педагог словачког порекла.

## Биографија
Средњу школу примењене уметности је завршио у Новом Саду. Радио је као технички редактор у издавачком предузећу Обзор у Новом Саду 1969. и 1970. године. Факултет ликовних уметности уписао је 1971. године у Братислави, један од професора је био Албин Бруновски, а ту је стекао титулу магистра 1976. године. На Академији уметности у Новом Саду је добио звање дипломираног сликара и професора ликовног образовања. Од завршетка студија радио је као ликовни графичар у редакцији Обзор и Хлас Људу у Новом Саду, а касније је радио као професор на Академији ликовних уметности у Новом Саду.
Излагао је на бројним изложбама у бившој Југославији као и у иностранству како групно тако и самостално. Многе мултимедијалне акције реализовао је код куће и у иностранству. Бавио се сликарском графиком, фотографијом и мултимедијалном уметношћу, визуелном поезијом и поезијом.
На студијским путовањима био је у Италији, Шпанији, Француској, Холандији, Белгији, Немачкој, Шведској, Данској, Пољској, Аустрији и Чешкој. Добитник је признатих награда код куће и у иностранству и члан је ликовних уметника Војводине и Србије, асоцијације словачких графичара и удружења књижевника Војводине.

### Уметност
Јозеф Клаћик сликао је након студија по принципима хипереализма али је убрзо открио уметност елементарних форми и почео је да се бави апстрактним сликартвом која је можда била и под утицајем италијанског арт-повера иако се његова дела не могу сврстати у калупе одређеног правца уметности.
Као сликар седамдесетих година сликар гајио је неоекспресионистичке приступе постмодерног сликарства на платну или на хартији неправилних облика и без оквира. У експресији грубих форми на његовим сликама се одражавају примарне форме као троугао, кружница или елипса.
Металне конструкције Јозефа Клаћика које су израђиване од грубе жице кореспондирају са његовим сликартвом. Конструкције имају апстрактну форму и делују као слободне игре затворених кривуља у простору. Ове структуре се могу посматрати са свих страна као и одозго и одоздо и остављају утисак затворених микрокосмичких структура које слично као и његове слике могу бити постављене у простору али и на зидовима.

## Значајније самосталне изложбе
- 1976. Братислава, Брно, Праг, Нови Сад, Буенос Ајрес
- 1978. Београд, Нови Сад
- 1981. Бачки Петровац, Нови Сад, Панчево
- 1985. Нови Сад, Нови Сад, Београд
- 1986. Пиран
- 1987. Бретања, Париз
- 1989. Барселона
- 2001/02. Бачки Петровац
- 2002. Нови Сад